# Frédérick Leboyer
Frédérick Leboyer (París, 1 de noviembre de 1918 – Vollèges (Suiza), 25 de mayo de 2017) fue un obstetra y escritor francés. Fue conocido mundialmente por su libro de 1974 Por un nacimiento sin violencia que popularizó las técnicas de parto suaves, en particular, la práctica de sumergir a los recién nacidos en una pequeña bañera de agua tibia, conocida como "baño Leboyer", para ayudar a facilitar la transición del útero al mundo exterior. También abogó por la iluminación tenue y el silencio en una habitación cálida para limitar el supuesto shock del nacimiento y que un recién nacido se acostara boca abajo con su madre y se le permitiera vincularse, en lugar de llevarlo para que le hicieran pruebas. 

## Biografía
Leboyer se graduó en medicina en la Universidad de París. Su propio parto fue traumático y su madre tuvo que ser inmovilizada. Leboyer atribuye su interés por el nacimiento a esta experiencia.
A menudo se confunde a Leboyer con un defensor de los nacimientos en el agua. Aunque el discípulo de Leboyer, Michel Odent, se hizo conocido por introducir piscinas de parto en los hospitales como una opción para el manejo del dolor lumbar inferior, los partos en el agua eran vistos como un método de parto que él fomentaba. Odent ha declarado que estar sumergido en agua por más de 2 horas puede disminuir el progreso del trabajo de parto. Odent desarrolló un método eficaz para reducir el dolor en la región lumbar inferior. Basándose en la Teoría del Control de la Puerta del Dolor, Odent inyectó agua debajo de la superficie de la piel en la región lumbar. Esta técnica produjo una fuente localizada de dolor, lo que a su vez redujo el dolor regional más severo que las mujeres experimentaron en la región lumbar inferior durante el parto. Debido a que este método de manejo no farmacológico del dolor podría verse como demasiado simple, Odent introdujo la piscina de parto que podría ofrecer una forma similar de manejo del dolor. Muchas fuentes atribuyen erróneamente a Michel Odent la creencia de que los humanos deberían nacer en el agua.
Leboyer habla de su filosofía de "nacimiento sin violencia" en el documental de 1975 Giving Birth: Four Portraits.

## Family
Frédérick Leboyer was the uncle of prominent French psychiatrist Marion Leboyer.

## Obras
- Por un nacimiento sin violencia (1974)
- Shantala: Arte tradicional de masaje para bebés (1976)
- Inner Beauty, Inner Light (1978)
- Si l'enfantement m'était conté (1996)
- Birth Without Violence (DVD 2008)